# Giáo phận Kagoshima
Giáo phận Kagoshima (カトリック鹿児島司教区) (tiếng Latinh: Dioecesis Kagoshimaensis) là một giáo phận của Giáo hội Công giáo Rôma ở Nhật Bản. Địa giới của giáo phận bao gồm toàn bộ tỉnh Kagoshima. Tòa giám mục của giáo phận được đặt tại Nhà thờ chính tòa Thánh Phanxicô Xaviê.

## Lịch sử
- Thành lập vào ngày 18 tháng 3, 1927 dưới tên Hạt Phủ doãn Tông tòa Kagoshima, một giáo hội truyền giáo tiền giáo phận, dựa tên lãnh thổ tách ra từ Giáo phận Nagasaki (hiện tại là là Tổng giáo phận đô thành Nagasaki).
- Vào ngày 27 tháng 3, 1927 một phần lãnh địa tách ra để thành lập Giáo hội sui iuris Miyazaki
- Vào năm 1947, một phần lãnh địa (quần đảo Lưu Cầu) tách ra để thành lập Lãnh địa tôn giáo Okinawa và các đảo phía nam.
- Được nâng cấp thành Giáo phận Kagoshima vào ngày 25/2/1955, và từ đó không trực tiếp chịu sự quản lý của Tòa Thánh nữa.

## Lãnh đạo qua từng thời kì
Phủ doãn Tông tòa Kagoshima
- Egide Marie Roy (エジド・ロア), Dòng Anh Em Hèn Mọn (O.F.M.) (11/5/1929 – 1936 qua đời)
- Phanxicô Xaviê Ideguchi Ichitarō  (フランシスコ出口一太郎) (10/6/1940 – 1955 qua đời), trước là Giám quản Tông tòa Hạt Phủ doãn Tông tòa Miyazaki (1940 – 18/11/1945)

Giám mục Kagoshima
- Phaolô Yamaguchi Aijirō † (9/11/1936 - 15/9/1937) (?)
- Giuse Satowaki Asajirō † (25/2/1955 - 19/12/1968), sau là Tổng giám mụcNagasaki (1968.12.19 – 1990.02.08), Chủ tịch Hội đồng Giám mục Nhật Bản (1978 – 1983), Hồng y đẳng linh mục nhà thờ S. Maria della Pace (30/6/1979 – 8/8/1996 qua đời)
- Phaolô Itonaga Shinichi (15/11/1969 - 3/12/2005)
- Phaolô Kōriyama Kenjirō (3/12/2005 - 7/7/2018)
- Phanxicô Xaviê Nakano Hiroaki (7/7/2018 – hiện tại)